# Kurier Lwowski
Kurier Lwowski – dziennik codzienny wydawany we Lwowie w latach 1883–1935.
Pismo jak dziennik codzienny wychodziło od 31 marca 1883 roku we Lwowie, jako organ  radykalnego odłamu demokratów galicyjskich.Redagował go zrazu Ludwik Masłowski, a potem przez wiele lat Henryk Rewakowicz. Pismo miało wówczas nakład 1 200 egzemplarzy. Początkowo współwłaścicielem był Karol Groman Od stycznia 1887 do spółki wydającej dziennik wchodzili Henryk Rewakowicz, Bolesław Wysłouch i Edward Lilien. Od 1898 r. „Kurier” stał się wyłączną własnością Rewakowicza i Wysłoucha, a po śmierci pierwszego z nich przejął go sam Wysłouch, który zakupił dlań drukarnię. Jego wartość w 1913 oceniano na 300 tys. koron. Redaktorem naczelnym pozostawał w latach 1887-1919  pozostawał Bolesław Wysłouch, co zradykalizowało treść jego artykułów, przez co  dziennik ulegał częstym konfiskatom. W tym czasie było to pismo o charakterze informacyjno-politycznym, o charakterze postępowym związane z demokratami i ruchem ludowym. Patronował również rodzącemu się ruchowi feministycznemu we Lwowie. Przed wybuchem i podczas I wojny światowej sprzyjał poczynaniom tzw. stronnictw niepodległościowych oraz wspierał ruch zarzewiacki. 
Na przełomie stuleci jego nakład wynosił 6 tysięcy egzemplarzy, a w 1909 już 11 tysięcy, zaś w 1913 - 14 tysięcy (w tym 10 000 prenumeratorów. Od 1909 miał dwa wydania poranne i popołudniowe. Od 1908 dział polityczny prowadził Jan Dąbski, kulturalno-literacki Adam Zagórski a potem Jan Kasprowicz, historyczny Franciszek Jaworski zaś rozmaitości Bohdan Janusz. Dziennik cieszył się dobrą opinią, był sprawnie redagowany, dbał o aktualność w dziedzinie polityki, zagadnień społecznych i kulturalnych. Z pismem współpracowały osobistości życia kulturalnego i społecznego owych czasów, jak Iwan Franko, Jan Kasprowicz, Bolesław Limanowski, Eliza Orzeszkowa, Władysław Orkan, Henryk Rewakowicz, Aleksander Medyński, Feliks Młynarski, Zygmunt Fryling, Władysław Bazylewski, Władysław Wąsowicz. Dziennik wydawał również dodatki „Tydzień” (1893-1906, red. Bolesław Wysłouch), „Na ziemi naszej” (1906-1912, red.Bolesław Wysłouch i Franciszek Jaworski) i "Głos Kobiet" (1911-1914, red. Maria Dulębianka). Pismo adresowane było głównie do inteligencji zarówno wiejskiej jak i miejskiej. 
Po odzyskaniu niepodległości w 1918 pismo było organem demokratycznej inteligencji zbliżonej politycznie do ugrupowania PSL „Piast” oraz kręgu polskiego działacza politycznego i społecznego Jana Dąbskiego. Korespondentką czasopisma była m.in. Zofia Gostomska a od 1919 przez szereg lat funkcję redaktora naczelnego pełnił Bohdan Janusz. 
W 1930 pismo zostało przejęte przez endecję, a po 1935 przez prorządową grupę Związku Młodych Narodowców kierowana przez Klaudiusza Hrabyka. Wskutek bojkotu przez czytelników i utraty tym samym podstaw finansowych uległ likwidacji.
„Kuriera Lwowskiego” nie należy mylić z konspiracyjnym pismem „Lwowski Kurier”, ukazującym się we Lwowie w czasie II wojny światowej.